# Труп Анны Фриц
«Труп Анны Фриц» (исп. El cadáver de Anna Fritz) — триллер 2015 года.

## Сюжет
В морг привозят тело актрисы Анны Фриц. Трое парней проникают в морг и насилуют её. Внезапно она «оживает»; оказывается что она и не была мертва. Между друзьями начинается раздор и теперь уже их судьба зависит от того как они поступят с Анной. В конечном итоге ей удаётся жестоко отомстить обидчикам.

## В ролях
- Альба Рибас — Анна
- Альберт Валенсия — Пау
- Кристиан Валенсия — Иван
- Бернат Саумель — Хави

## Критика
В положительном обзоре от We Got This Covered Мэтт Донато отметил, что это «не идеальный триллер, но это удачно спланированный экскурс, который не уклоняется от разделяющих границ». Газета The International Business Times похвалила некоторые элементы, заявив, что, по их мнению, это сработало бы лучше в качестве короткометражного фильма. Клифф Уитли из IGN особо отметил игру Альбы Рибас, напряженный сюжет и развязку повествования, хотя он чувствовал, что его 76-минутное исполнение было слишком затянутым, «потому что оно так сильно полагается на шокирующую ценность предмета и не захватывает».
Сайт обзоров Rotten Tomatoes дает фильму оценку 67 %, основанную на оценке девяти критиков, и в среднем 6,4 из 10.